# Adair Crawford
Adair Crawford (født 1748, død 29. juli 1795) var en britisk kemiker og fysiker, som var foregangsmand i udviklingen af kalorimetriske metoder til at måle stoffers specifikke varmekapacitet og temperaturen ved kemiske reaktioner. I sin indflydelsesrige bog fra 1779, Experiments and Observations on Animal Heat, præsenterede Crawford nye eksperimenter, der beviste, at gasser ved åndedrætsudveksling i dyr er en forbrænding (to år efter Antoine Lavoisiers indflydelsesrige bog On combustion in general). Crawford var også involveret i opdagelsen af grundstoffet strontium.